# Nathan Fraser
Nahtan John Mark Fraser (Wolverhampton, 22 febbraio 2005) è un calciatore irlandese, attaccante del Wolverhampton.

## Caratteristiche tecniche
Gioca come centravanti.

## Carriera

### Club
Fraser è cresciuto nel settore giovanile del Wolverhampton, la principale squadra della sua città natale, con cui ha firmato il primo contratto professionistico il 28 febbraio 2022. Il 29 agosto 2023 ha debuttato in prima squadra sostituendo Saša Kalajdžić al 62' dell'incontro di FA Cup vinto 5-0 contro il Blackpool ed ha al contempo segnato il suo primo gol ufficiale.
Il 1º febbraio 2024 ha esordito anche in Premier League, contro il Manchester Utd.
Nell'estate del 2024 si trasferisce a titolo definitivo allo Zulte Waregem, club della prima divisione belga.

### Nazionale
Nel 2019 ha giocato 4 incontri e segnato una rete con l'Irlanda Under-19.

## Statistiche

### Presenze e reti nei club
Statistiche aggiornate al 13 aprile 2024.
| Stagione        | Squadra         | Campionato      | Campionato | Campionato | Coppe nazionali | Coppe nazionali | Coppe nazionali | Coppe continentali | Coppe continentali | Coppe continentali | Altre coppe | Altre coppe | Altre coppe | Totale | Totale | Totale |
| Stagione        | Squadra         | Comp            | Pres       | Reti       | Comp            | Pres            | Reti            | Comp               | Pres               | Reti               | Comp        | Pres        | Reti        | Pres   | Reti   |        |
| --------------- | --------------- | --------------- | ---------- | ---------- | --------------- | --------------- | --------------- | ------------------ | ------------------ | ------------------ | ----------- | ----------- | ----------- | ------ | ------ | ------ |
| 2023-2024       | Wolverhampton   | PL              | 6          | 0          | FACup+CdL       | 2+2             | 1+1             |                    | -                  | -                  |             | -           | -           | 10     | 2      |        |
| Totale carriera | Totale carriera | Totale carriera | 6          | 0          |                 | 4               | 2               |                    | -                  | -                  |             | -           | -           | 10     | 2      |        |